# جامع جمشيد
جامع جمشيد هو جامع تاريخي من مساجد العراق التراثية الأثرية، ولا يعرف تاريخ تأسيسهُ ولكن ذكر تجديد بنيانهُ في عام 968هـ من قبل أحد المحسنين المسمى حافظ آخي جان، وفي عام 1209هـ هدم المسجد بكر أفندي بن يونس أفندي وأعاد بنيانه في عام 1212هـ، ويحتوي على مصلى متوسط الحجم تعلوهُ قبة تستند على أقواس من حجر المرمر وأمام المصلى أروقة ويغلب على بنائه الطابع الأتابكي وفيهِ ثلاثة محاريب، ويقع الجامع في محلة جمشيد أو محلة جامع جمشيد، وعندما جدده بكر أفندي بنى فيه مدرسة وغرف عديدة لسكن الطلاب.